# 新輝建築

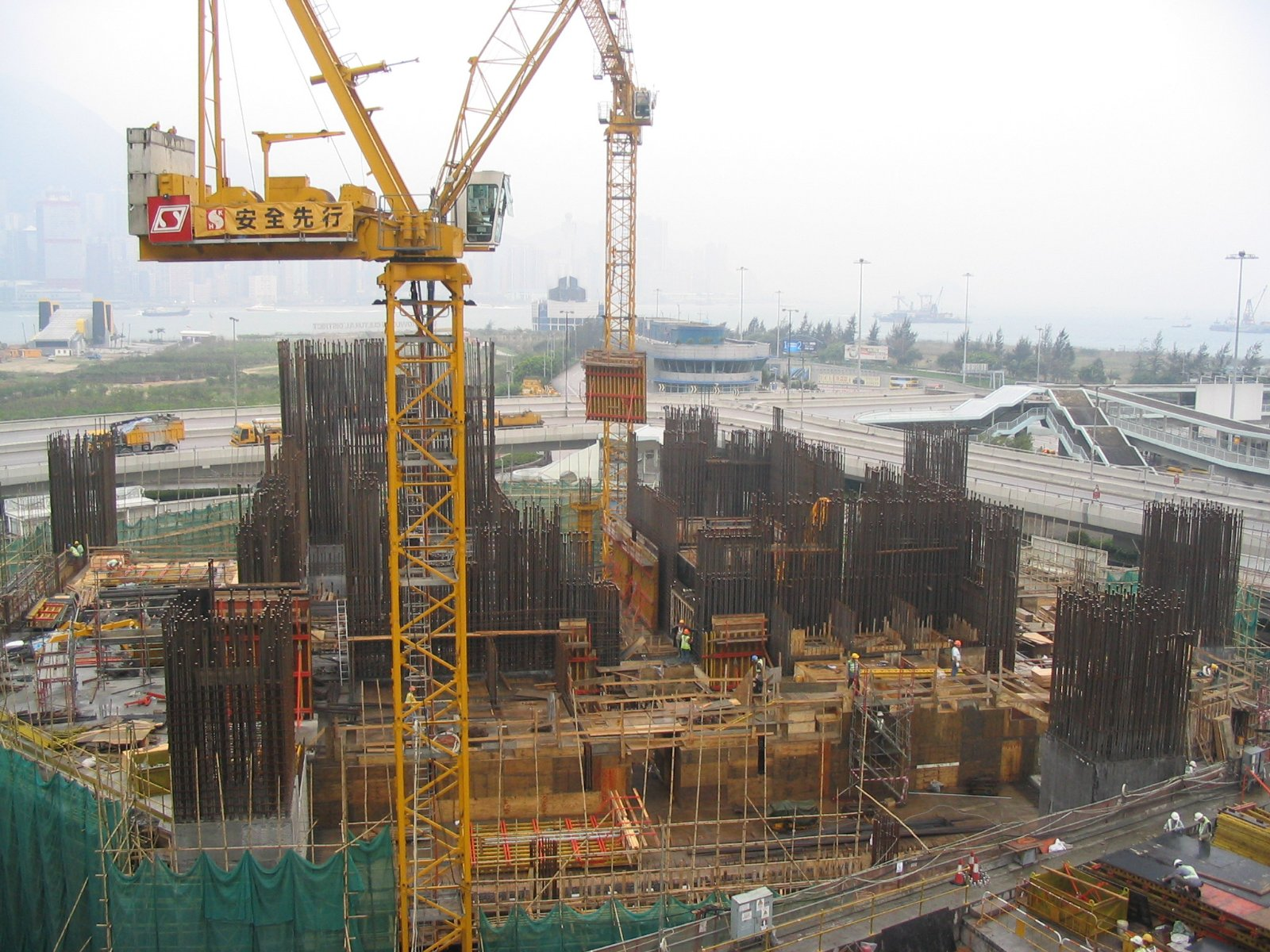
興建中的環球貿易廣場。

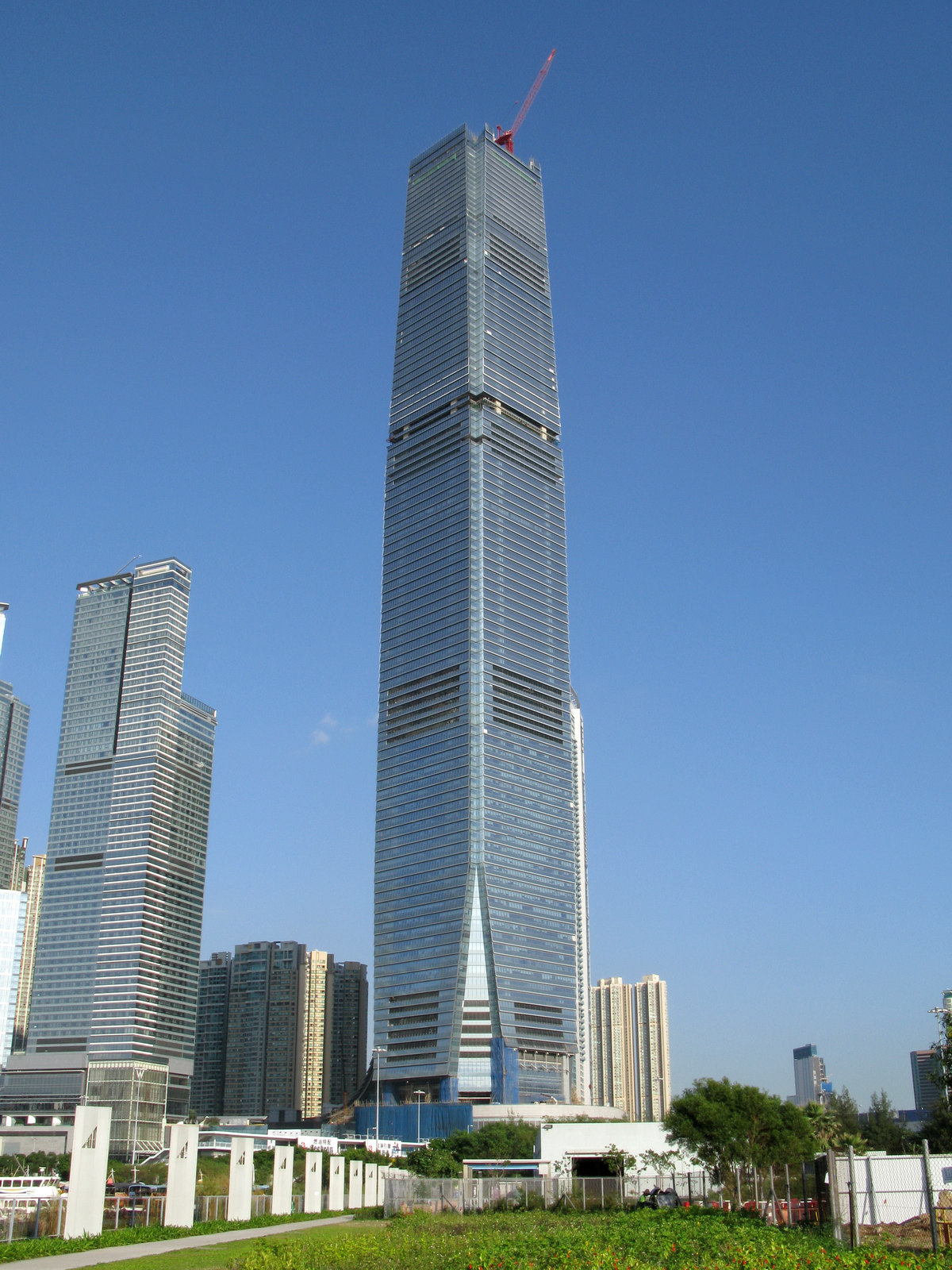
香港最高建築物環球貿易廣場。

新輝（建築管理）有限公司（英語：Sanfield (Management) Limited）是新鴻基地產建築部的附屬公司，可追溯至成立於1974年的新輝建築有限公司，公司總部位於香港灣仔新鴻基中心44樓。該公司主要負責按新鴻基質量及安全要求興建集團旗下地產項目，秉承「以心建家」同一公司精神興建物業。
新輝建築管理採用垂直管理策略，為新鴻基提供合理成本的建築服務。新鴻基建築部亦為其他客戶提供與建築相關的服務，包括園景綠化、機電及消防裝備，及出租各式機械裝置。建築部透過聯營公司及附屬公司，向集團和外判承建商供應混凝土及混凝土預製組件。

## 組織
新輝（建築管理）有限公司與多間新鴻基地產子公司如新輝建築有限公司、新輝城建工程有限公司、怡輝建築有限公司、駿輝建築有限公司等組成新鴻基地產建築部。

## 主要項目
- 新鴻基中心（1981年）[10]
- 駿景園暨九鐵何東樓維修中心重建（1996年）[11]
- 國際金融中心二期（2003年）[12][13]
- 凱旋門（2006年）[14]
- 天璽（2009年）[15]
- 環球貿易廣場（2010年）[16]
- 創紀之城（1998年－2022年）[17]
- YOHO系列（2004年－2023年）[18]
- 西沙路擴闊工程（2023年）[19][20]

## 外部連結
- 新鴻基建築部 （页面存档备份，存于）
- Sanfield Construction Innovations Limited （页面存档备份，存于）